# Gustaf Kossinna
Gustaf Kossinna (Tilsit, 28 de septiembre de 1858-Berlín, 20 de diciembre de 1931) fue un lingüista alemán y profesor de Arqueología de la Universidad de Berlín. Junto con Carl Schuchhardt fue el prehistoriador alemán más influyente de su época, y el creador de las técnicas de Siedlungsarchäologie, o arqueología de los asentamientos.

## Obra

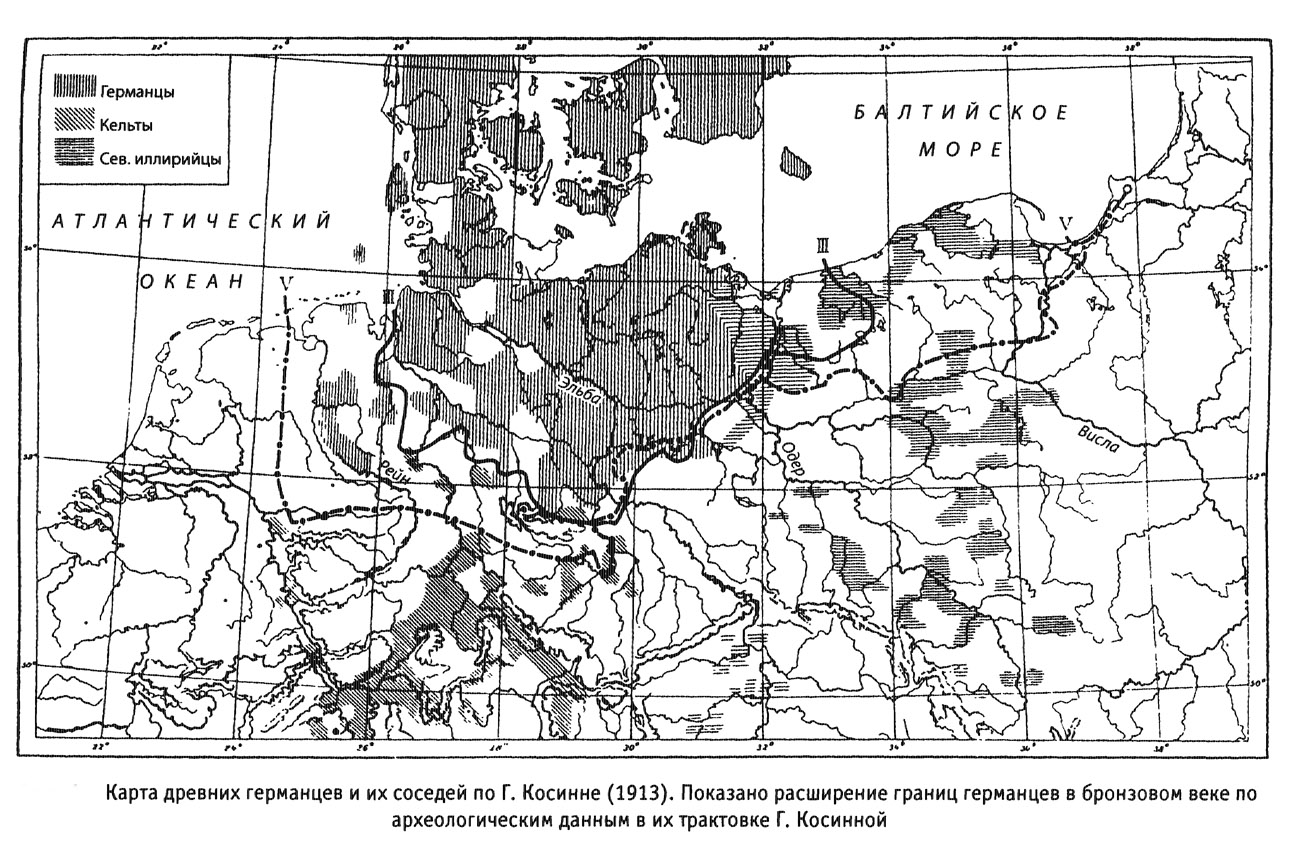
Mapa de la distribución de los antiguos germanos y sus vecinos. Kossinna G. 1913.

En 1902, Gustaf Kossinna publica su Respuesta arqueológica a la cuestión indoeuropea donde, a través del recorrido de la cerámica cordada del Calcolítico (identificada con la expansión del indoeuropeo) y sus elementos asociados, aboga por un origen norte alemán y sur escandinavo. El movimiento de empuje de estos pueblos habría empujado a los portadores de la cerámica cordada hacia el sur y posteriormente, hacia el este.
Kossinna destacó un modelo de la cultura, según el cual la evolución cultural fue producida por un "proceso por el cual las influencias, ideas y modelos se transmiten por los pueblos más avanzados a los menos avanzados con los que entró en contacto." También hizo hincapié en que esa superioridad era de carácter racial (el don especial de los "nórdicos", de los pueblos de Alemania). 
Kossinna presentaba al pueblo germánico como una etnia superior, con unas teorías encaminadas a una historia de una Alemania superior incluso al Imperio romano. Según él: "Los germánicos nunca fueron destructores de la cultura, a diferencia de los romanos, y los franceses en los últimos tiempos". Combinado con la ideología nazi, esta teoría da la base perfecta para la creencia de que Alemania ocupó la primera posición en la civilización mundial.

## Legado
Tras su muerte, sus seguidores ocuparon altos cargos bajo el régimen nazi, entre ellos Hans Reinerth, que ocupó la antigua cátedra de Kossinna en la Universidad de Berlín entre 1934 y 1945, y sus ideas se incorporaron al plan de estudios de las escuelas alemanas.
Las ideas de Kossinna han sido muy criticadas, en parte por el uso político que se hizo de ellas, pero también por las ambigüedades inherentes al método. A pesar de las críticas al método y su aplicación por parte de Kossinna, la técnica central no fue exclusiva de él, sino que también se ha desarrollado en otros lugares de Europa y Estados Unidos. Kossinna ocupa un lugar clave en el surgimiento de la prehistoria como disciplina académica. Sus métodos influyeron en los de V. Gordon Childe, cuyos asociados dominaron el campo de la arqueología durante décadas después de la Segunda Guerra Mundial.
En los años posteriores a la Segunda Guerra Mundial, sobre todo en las décadas de 1960 y 1970, se produjo una reacción contraria a las teorías de Kossinna sobre la arqueología de los asentamientos, y en general se consideró que la migración no había sido un factor importante en el cambio cultural prehistórico. Más recientemente, se ha descrito que los estudios de la migración prehistórica a través de la arqueogenética marcan un retorno del pensamiento histórico-cultural de Kossinna, suscitando críticas por parte de los arqueólogos. La aparente similitud de las teorías de Kossinna, antaño desfasadas, se ha denominado la "Sonrisa de Kossinna". El arqueogenetista estadounidense David Reich, que trabajó en un estudio relacionado con la cultura de la cerámica cordada, suscitó críticas y perdió a varios arqueólogos colaboradores al considerar que los resultados del ADN antiguo promovían ideas similares a las de Kossinna. Posteriormente, Reich rechazó explícitamente las teorías de Kossinna para intentar recuperarlos. Reich señaló que mientras Kossinna sugería un origen noreuropeo de los indoeuropeos, su investigación sugería más bien un origen en la estepa póntico-caspiana.